# 華北新聞
《華北新聞》，是中國抗日戰爭期間，中國西北地區發行量最大的中文報紙，創刊於1930年的濟南，1950年休刊，在中華民國大陸時期是西北地區最具影響力的報纸之一。

## 報刊歷史

### 早期
創辦於1930年，《華北新聞》於濟南首次出刊，創辦人及社長為趙自強（本名：趙廷楷，1900-1975)，四開八版。創辦初期，社址在濟南魏家莊中間路南，後遷該街東首路北24號。總編輯方奈何和董子安。
新聞分類版面主要為「國際瑣聞」、「本省新聞」、「社會曲線新聞」、「周事述評」和「輿論選粹」、「商業新聞」、「工商消息」、「婦女」等欄目。副刊「大觀園」（初名「戰國春秋」）登載雜文、詩歌、遊記、小說連載、作家軼事等。同時，還辟有「各地風光」、「科學」、「兒童」、「社會服務部」等欄目。
1937年抗戰爆發後，該報一時休刊。於1942年12月25日移至西安尚德路復刊，出版「西京版」（西安版）和重慶版，此時期副社長為陳澄之（筆名：方丁平，趙自強女壻、翻譯家），總編輯先後有王少桐、張寶銘。卜寧（笔名“无名氏”）的《北極風情畫》自1943年起即於《華北新聞》「西京版」連載。西安版至1949年5月停刊。
1945年8月抗日戰爭勝利，10月濟南版正式復刊，改為四開四版。社址初在濟南市德安里（營業部在永慶街），後遷至經二路緯四路。一、四兩版主要發「中央社「消息及各地來電；二版有「政論」、「時評」、「名人軼事」、「雜談」、「社會服務」、「電訊專刊」等；三版是文藝版。1947年下半年，社長趙自強眼見政局日下，向臺灣省政府新聞處申請登記，擬在臺灣出《華北新聞》臺灣版。1948年初，趙自強依計畫將準備在北平、瀋陽出報的資金和購置的美國印刷機均遷往臺北。新社址設於臺北市政府所在的長安西路。總編輯原為黃河，後由社長之侄趙蔭華接任。因省政府審查時間長達一年以上（1947-1948），又發生社內人員和市政府官員相互勾結、盜用報社財物的重大事件，未能得到合理處理，加以時局日益動盪不安，因此臺灣版於1949年方得出刊，旋因故停刊。1990年代，趙自強夫人張韞楚（1923-2015）為讓此報得為學界和公眾利用，將手邊留存《華北新聞》濟南版與西安版贈與中央研究院近代史研究所郭廷以圖書館。

## 外部連結
- 沈西城：跟無名氏跳舞 （页面存档备份，存于）
- 邵玉銘：童年的「流亡三部曲」[]
- 孫麟田：40軍營長孫鑒田家書投稿《華北新聞》 （页面存档备份，存于）
- 王鼎鈞：投稿生涯也是滄桑